# Khelil Benhalla
Khelil Benhalla, né en 1914 à El Main et décédé le 3 janvier 1996 à Paris 7e, est un homme politique français.